# Georg Jakob Hirsch
Georg Jakob Hirsch (* 5. Februar 1794 in Alsheim; † 24. Dezember 1852 ebenda) war ein hessischer Gutsbesitzer und Politiker und Abgeordneter der 2. Kammer der Landstände des Großherzogtums Hessen.
Georg Jakob Hirsch war der Sohn des Gutsbesitzers Johannes Hirsch und dessen zweiter Ehefrau Anna Maria Hirsch, geborene Adloff. Er war evangelischen Glaubens, war Gutsbesitzer in Alsheim und heiratete am 11. März 1817 Anna Margharetha geborene Mahlerwein. Der gemeinsame Sohn Friedrich Ludwig Hirsch wurde ebenfalls Landtagsabgeordneter.
Von 1856 bis 1865 gehörte er der Zweiten Kammer der Landstände an. Er wurde für den Wahlbezirk Rheinhessen 7/Osthofen gewählt. 1820 war er Bürgermeister in Alsheim.